# Fargo-Moorhead Beez
Fargo-Moorhead Beez fue un equipo de baloncesto que jugó 6 temporadas en la IBA y una más en la Continental Basketball Association. Tenían su sede en la ciudad de Fargo, Dakota del Norte, y disputaban sus partidos en el Fargo Civic Center, con capacidad para 1.500 espectadores.

## Historia
Los Fargo-Moorhead Beez fueron uno de los cinco equipos que disputaron la temporada inaugural de la IBA, la de 1995-96. Acabaron en tercera posición en la fase regular, con sólo 10 victorias por 14 derrotas, pero derrotaron en semifinales a los Winnipeg Cyclone y contra todo pronóstico en la final a los Black Hills Posse, logrando su primer título. dos años más tarde, en 1998, y ya con 8 equipos en competición, repitieron título al imponerse de nuevo a Black Hills.
Tras la desaparición de la liga en 2001, se unieron a la CBA, donde únicamente disputaron una temporada, en la que cayeron en semifinales ante los Dakota Wizards, que finalmente serían los campeones.

## Temporadas
| Temporada | Liga | Denominación        | G  | P  | %    | Pos. | Playoffs        |
| --------- | ---- | ------------------- | -- | -- | ---- | ---- | --------------- |
| 1995-96   | IBA  | Fargo-Moorhead Beez | 10 | 14 | 41,7 | 3º   | Campeones       |
| 1996-97   | IBA  | Fargo-Moorhead Beez | 6  | 24 | 20,0 | 6º   | -               |
| 1997-98   | IBA  | Fargo-Moorhead Beez | 24 | 10 | 70,6 | 1º   | Campeones       |
| 1998-99   | IBA  | Fargo-Moorhead Beez | 14 | 20 | 41,2 | 5º   | -               |
| 1999-00   | IBA  | Fargo-Moorhead Beez | 21 | 15 | 58,3 | 2º   | -               |
| 2000-01   | IBA  | Fargo-Moorhead Beez | 15 | 25 | 37,5 | 4º   | -               |
| 2001-02   | CBA  | Fargo-Moorhead Beez | 25 | 15 | 62,5 | 2º   | Semifinales CBA |

## Jugadores célebres
- Ime Udoka
- Chris Andersen
- Richard Dumas
- Mark Davis